# Hrabstwo Durham (Karolina Północna)
Hrabstwo Durham (ang. Durham County) – hrabstwo w stanie Karolina Północna w Stanach Zjednoczonych.

## Geografia
Według spisu z 2000 roku obszar całkowity hrabstwa obejmuje powierzchnię 298 mil2 (772 km²), z czego 290 mil2 (751 km²) stanowią lądy, a 7 mil2 (18 km²) stanowią wody. Według szacunków United States Census Bureau w roku 2012 miało 279 641 mieszkańców. Jego siedzibą administracyjną jest Durham.

### Miasta
- Durham

### CDP
- Gorman
- Rougemont